# Carlos Andrés Vidal
Carlos Andrés Vidal Vargas (Santa Cruz de Lorica, 29 de noviembre de 1995) es un exbeisbolista colombiano que jugó como jardinero en la organización de New York Yankees para las Ligas Menores de Béisbol.
Actualmente es Manager / Coach de Outfielder y corrido de bases en la misma.

## Carrera en Ligas Menores
El 5 de junio de 2014 inició con New York Yankees para el DSL Yankees en la Dominican Summer Legaue finalizando con un promedio de bateo de .365 AVG, la temporada de 2015 pasó al Pulaski Yankees finalizando en 60 juegos con un promedio de bateo de .303 AVG, durante la temporada de 2016 estuvo en las categorías A-, A y A+ jugando un total de 19 juegos obtuvo un bajo promedio de bateo de .194 AVG. En la temporada 2017 estuvo en Clase A y Clase A- mejorando notablemente que la temporada anterior disputó 75 juegos con 83 carreras anotadas y un promedio de bateo de .307 AVG. El 28 de mayo de 2018 pasó al Charleston RiverDogs en la South Atlantic League de Clase A disputó 79 juegos, 35 carreras, 66 hits, 16 dobles, 6 triples, 3 jonrones, 27 carreras impulsadas.

## Copa Mundial Sub-23
En 2018 disputó ocho juegos con la Selección de béisbol de Colombia donde se destacó anotando 11 carreras, 12 hits, 1 dobles, 2 triples, 1 jonrón y 7 carreras impulsadas para un promedio de bateo de .387 AVG siendo premiado como el Jardinero Central del Equipo Mundial.

## Estadísticas de bateo en Colombia
| Año     | Equipo                   | Liga | VB  | C  | Hits | HR | CI | BA   | BR |
| ------- | ------------------------ | ---- | --- | -- | ---- | -- | -- | ---- | -- |
| 2014/15 | Toros de Sincelejo       | LCBP | 123 | 25 | 35   | 0  | 10 | .285 | 10 |
| 2015/16 | Caimanes de Barranquilla | LCBP | 102 | 17 | 27   | 2  | 9  | .265 | 4  |
| 2018/19 | Caimanes de Barranquilla | LCBP |     |    |      |    |    |      |    |
| Total   |                          |      | 225 | 42 | 62   | 2  | 19 | .275 | 14 |

## Logros
- Liga Colombiana de Béisbol Profesional:
  - Campeón: 2015/16 con Caimanes de Barranquilla
  - Más bases robadas: 2014/15 con Toros de Sincelejo

- Copa Mundial de Béisbol Sub-23:
  - Equipo Mundial 2018: Jardinero central con Colombia
- Serie del caribe 2022 Santo Domingo:

campeón: Caimanes de Barranquilla, coach de tercera 